# 鄭宗維
鄭宗維（14世紀—15世紀），字崇禮，廣東廣州府香山縣烏石人，明朝、南明政治人物。

## 生平
鄭宗維是宣德四年（1429年）己酉科廣東鄉試第七名舉人，授政和教諭，啟迪士子有方多有造就，陞延平府教授，任雲南鄉試同考官，得上級推重，辭官回鄉後治家有方，諸子均能精通經籍，以文學聞名。

## 引用
1. 1 2  光緒《香山縣志·卷十三·列傳》：鄭宗維，烏石人 祝志 ，宣德四年己酉領鄉薦，仕政和縣學教諭，啟迪有方，一時士類多所造就，陞延平教授，性醇厚善為文，嘗典雲南文衡，藩臬推重，治家有義方甚嚴，諸子各能通經以文學名，子慈登成化辛卯科…… 阮通志引政和志
2. ↑  光緒《香山縣志·卷十一·選舉表》：舉人 明……宣德……鄭宗維 四年己酉科第七名，延平教授，通志、祝志云烏石人，字崇禮，有傳
3. ↑  民國《政和縣志·卷二十五·循吏傳》：鄭宗維，香山人，正統間由貢生任政和教諭，啟迪有方，一時士類多所造就。